# Matthew Williams (voetballer)
Matthew Williams (St Asaph, 5 november 1982) is een Welsh voetballer die bij voorkeur als aanvaller speelt. Hij verruilde in juli 2010 Rhyl voor The New Saints. 
Debuteerde op zijn zestiende in het tweede elftal van Manchester United. Ondanks zijn scorend vermogen speelde hij tot en met zijn contractbeëindiging in 2004 geen enkele wedstrijd in het eerste team. Op 11 maart 2004 kwam hij terecht bij Notts County. Twee jaar later werd hij uitgeleend aan Tamworth. Hier speelde hij acht wedstrijden en maakte hij vijf doelpunten, alvorens een blessure een einde maakte aan zijn seizoen. Notts County besloot om niet verder te gaan met Williams, waarna hij zich opnieuw bij Tamworth voegde.
In 2008 maakte Williams de overstap naar Rhyl in de League of Wales. In zijn eerste seizoen hier werd hij meteen de topscorer van de club met twintig doelpunten. In 2010 tekende hij een contract bij The New Saints, die het seizoen daarvoor landskampioen werden. In 2011/12 werd Williams samen met deze club opnieuw landskampioen.